# Linton, Kent
Linton är en ort och civil parish i grevskapet Kent i sydöstra England. Orten ligger i distriktet Maidstone, cirka 5,5 kilometer söder om Maidstone. Civil parishen hade 676 invånare vid folkräkningen år 2021.